# ئی‌دبلیو دلو
ای‌دبلیو دلو یک ستاره است که در صورت فلکی دلو قرار دارد.